# جائزة روزنستيل
تُمنح جائزة لويس روزنستيل للعمل المتميز في البحوث الطبية الأساسية من جامعة برانديز. تأسست عام 1971 «تعبيراً عن الاقتناع بأن للمؤسسات التعليمية دور هام تلعبه في تشجيع وتطوير العلوم الأساسية كما تنطبق على الطب».
تُقدّم الميداليات سنويًا في جامعة برانديز بناءً على توصيات لجنة من العلماء يختارهم مركز أبحاث العلوم الطبية الأساسية روزنستيل. تُمنح جوائز للعلماء عن الاكتشافات الحديثة ذات «الأصالة الخاصة» و«الأهمية بالنسبة للبحوث الطبية الأساسية». ترافق كل جائزة جائزة نقدية 30 ألف دولار وميدالية.
تأسس مركز روزنستيل لبحوث العلوم الطبية الأساسية، الذي سُمّي على اسم لويس سولون روزنستيل، في عام 1968، لإجراء أبحاث في العلوم الطبية الأساسية.

## المستلمون
المصدر:جامعة برانديز
- 2021 روبرت إتش سينجر، لدوره الرئيسي في الكشف عن ديناميكيات التعبير الجيني باستخدام التصوير عالي الدقة.
- 2020 كاتالين كاريكو ودرو ويسمان، لعملهما الرائد في تعديل الأحماض النووية لتطوير علاجات ولقاحات الرنا (RNA).
- 2019 ديفيد جوليوس وآرديم باتابوتيان، لمساهماتهم الرائعة في فهمنا لأحاسيس درجة الحرارة والألم واللمس.
- 2018 ستيفن سي هاريسون، لدراساته الأساسية وبعيدة المدى عن بنية البروتين باستخدام علم البلورات بالأشعة السينية.
- 2017 تيتيا دي لانج، لتوضيحها حماية التيلوميرات والحفاظ على استقرار الجينوم.
- 2016 سوزان ليندكويست (بعد موتها)، تقديراً لعملها الرائد في آليات طي البروتين والعواقب الوخيمة لخلل البروتين الذي يتجلى في المرض.
- 2015 يوشينوري أوسومي، تقديراً لاكتشافاته الرائدة للمسارات الجزيئية والوظائف البيولوجية لتدهور البروتين عن طريق الالتهام الذاتي.
- 2014 فريدريك ألت، تقديراً لعمله الرائد في توضيح آليات إعادة ترتيب الجينوم في الخلايا المناعية والسرطانية.[3]
- 2013 وينفريد دنك وديفيد تانك ووات ويب، تقديراً لاختراعهم المجهر متعدد الفوتون الفلوري وتطبيقه لإضاءة وظيفة الدوائر الدقيقة في الدماغ.
- 2012 ستيفن ج.إليدج، لتوضيحه كيف تستشعر الخلايا حقيقية النواة وتستجيب لتلف الحمض النووي
- 2011 ناحوم سونينبيرج لدراساته التحويلية للتحكم في تخليق البروتين في خلايا الثدييات
- 2010 س. ديفيد أليس وميشيل غرونستين، لاكتشافهما أن الهيستونات وأسيتيل هيستون ينظمان النسخ بشكل مباشر.
- 2009 جول هوفمان ورسلان ميدجيتوف، لتوضيح آليات المناعة الفطرية.
- 2008 جون غوردون وإيرفينغ ويسمان وشينيا ياماناكا، لعملهم الرائد في مجال أبحاث الخلايا الجذعية.
- 2007 فرانتس-أولريش هارتل وآرثر هورويتش، لعملهما الرائد في مجال طي البروتين بوساطة البروتين.
- 2006 ماري ليون ودافور سولتر وعظيم سوراني لعملهم الرائد في تنظيم الجينات اللاجينية في أجنة الثدييات.
- 2005 مارتن تشالفي وروجر تسيان، لتطويرهما الرائد لأدوات جديدة قوية تسمح بالتخيل المباشر للجزيئات في الخلايا الحية.
- 2004 أندرو فاير وكريغ ميلو وفيكتور إمبروس وغاري روفكون، لإنجازاتهم الرائدة في اكتشاف إسكات الجينات بواسطة الرنا (RNA) مزدوج الشريطة.
- 2003 ماساكازو كونيشي وبيتر مارلر وفرناندو نوتبوم لإنجازاتهم الرائدة في علم الأعصاب وعلم الأعصاب في أصوات الطيور.
- 2002 إيرا هيرسكويتز، لإنجازاته الرائدة في علم وراثة الخميرة وبيولوجيا الخلية.
- 2001 جوان أ. ستيتز، لعملها في إنشاء مجال فرعي للبيولوجيا الجزيئية يتعلق بالبروتينات النووية الريبية الصغيرة.
- 2000 بيتر مور وهاري ف. نولر، وتوماس أ. ستايتز، لاكتشافهم أن تكوين رابطة الببتيد على الريبوسوم يتم تحفيزه حصريًا بواسطة الرنا (RNA) الريبوسومي.
- 1999 رودريك ماكينون، لأبحاثه في الأسس الجزيئية لتوليد الإشارات الكهربائية في الخلايا العصبية وأنواع أخرى من الخلايا.
- 1998 إليزابيث بلاكبيرن وكارول جريدر لعملهما المتميز في صيانة التيلوميرات.
- 1997 روبرت هورفيتز وجون ي. سالستون، لدراستهم الرائدة لنسب خلية في الدودة السلكية.
- 1996 ريتشارد أكسل، ليندا ب. باك، أ.جيمس هودسبيث، لتأسيس الأساس الجزيئي لحاسة الشم والسمع.
- 1995 توماس د. بولارد وجيمس أ. سبوديتش، لمساهماتهم الأساسية في فهمنا للمحركات الجزيئية.
- 1994 روبرت جي رويدر وروبرت تجيان، لعملهما المتميز في تنظيم النسخ حقيقيات النوى.
- 1993 جيمس إي روثمان وراندي شيكمان، لتحديد مكونات المسار الإفرازي.
- 1992 بول نرس وليلاند هارتوال، لتأسيس تفاصيل التحكم في دورة الخلية حقيقية النواة.
- 1991 ديفيد بوتستين وريموند وايت ورونالد دبليو ديفيز، لإنشاء الطرق التي يمكن من خلالها اكتشاف الاختلافات في الجينوم البشري وتحليلها.
- 1990 ريتشارد هندرسون وبيتر نايجل تريب أونوين، لتحديد الهيكل الأول لبروتين غشائي متكامل.
- 1989 كريستيان نسلين فولهارد وإدوارد بي لويس، لدراسات رائدة في تطور حقيقيات النوى.
- 1988 سيدني ألتمان وتوماس ر. تشيك لاكتشافهما تحفيز الحمض النووي الريبي.
- 1987 شينيا إينوي لابتكاراته في مجال الفحص المجهري الضوئي.
- 1986 هارلاند وود، لعمله المتميز في وظيفة الإنزيم.
- 1985 سيمور بينزر وسيدني برينر، لتأسيس علم الوراثة الحديثة حقيقية النواة.
- 1984 دونالد د. براون وروبرت ل. ليتسنجر لعملهما الأساسي في مجال التنمية.
- 1983 إيريك ر.كاندل ودانييل إي كوشلاند الابن، لمساهماتهما الرائدة في النقل الحسي.
- 1982 كيث آر بورتر وألكسندر ريتش.
- 1981 ستانلي كوهين وريتا ليفي مونتالسيني وجوردون إتش ساتو.
- 1980 إلياس ج. كوري، وبينت آي صامويلسون، وفرانك إتش ويستهايمر.
- 1979 هوارد جرين وبياتريس مينتز.
- 1978 سيزار ميلشتاين.
- 1977 باربرا مكلينتوك.
- 1976 بيتر دي ميتشل.
- 1975 بروس أميس، جيمس إيه ميللر وإليزابيث سي ميللر.
- 1974 آرثر ب. باردي وإدوين أمبارجر.
- 1973 هـ. رونالد كباك وشاول روزمان.
- 1972 بوريس افروسي.
- 1971 ديفيد إتش هوبل وتورستن إن ويزل.

## روابط خارجية
- المحفوظات اليهودية الأمريكية نسخة محفوظة 18 فبراير 2009 على موقع واي باك مشين. لويس س.روزنتيل في شجرة العائلة